# Katoptrik
Die Katoptrik ist die Lehre von der Reflexion des Lichtes an spiegelnden Oberflächen, also ein Teilgebiet der Optik. Die Namensherkunft beruht auf einer gleichnamigen Abhandlung aus dem antiken Griechenland, die Euklid zugeschrieben wird. In diesem Werk taucht erstmals die Beziehung „Einfallswinkel ist gleich dem Reflexionswinkel“ auf, ein Teil des Reflexionsgesetzes, und es werden konkave und konvexe Spiegel behandelt. Die Katoptrik wird abgegrenzt von der Dioptrik, die sich mit lichtbrechenden Systemen beschäftigt.
In der Lichtmikroskopie sind katoptrische Kondensoren solche, die aus Spiegeln bestehen, im Gegensatz zu dioptrischen, die aus Glaslinsen bestehen. Katoptrische Kondensoren werden in der Dunkelfeldmikroskopie eingesetzt.
Ein katadioptrisches System, zum Beispiel ein katadioptrisches Teleskop, hat sowohl reflektierende (katoptrische) als auch brechende (dioptrische) Elemente.  Weitere Beispiele sind Spiegellinsenobjektive und Katadioptrische Dialyte.